# Cầu vượt Hàng Xanh
Cầu vượt Hàng Xanh là một cầu vượt cạn thuộc địa phận quận Quận Bình Thạnh, Thành phố Hồ Chí Minh, nằm trên trục đường Điện Biên Phủ, giúp xe cộ chạy thông suốt qua ngã tư Hàng Xanh mà không phải chịu điều phối bởi đèn giao thông. Đây là cầu vượt nhẹ bằng thép thứ hai tại Thành phố Hồ Chí Minh, được hợp long sau cây cầu đầu tiên tại ngã tư Thủ Đức trên trục đường xa lộ Hà Nội nhằm mang lại giải pháp giảm kẹt xe ùn tắc tại ngay giao lộ. Cầu được Sở Giao thông vận tải Thành phố Hồ Chí Minh khởi công xây dựng vào ngày 10 tháng 10 năm 2012 với vốn đầu tư 183 tỷ đồng trích từ ngân sách Thành phố Hồ Chí Minh. Ngày 26 tháng 12 năm 2012, nhịp giữa của cầu vượt bằng thép tại ngã tư Hàng Xanh đã được lao lắp thành công, chính thức đánh dấu một bước quan trọng trong tiến độ thi công của công trình cầu vượt bằng thép tại ngã tư Hàng Xanh.

## Thông số kỹ thuật
Cầu vượt Hàng Xanh có tổng chiều dài 390m, mặt cầu rộng 16m cho 4 làn xe chạy hai chiều với vận tốc 40 km/giờ và chỉ dành cho xe buýt, xe con và xe máy. Tổng mức đầu tư dự án là 188,5 tỷ đồng, trong đó vốn xây lắp 159 tỷ đồng, phần còn lại chi phí giải tỏa công trình kỹ thuật, dự phòng phí…